# Opera Mini

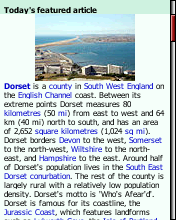
Webová stránka v Opeře Mini na displeji mobilního zařízení

Opera Mini je webový prohlížeč vyvíjený společností Opera Software určený pro mobilní zařízení (mobilní telefon, PDA). Je naprogramovaný v jazyce Java (platforma Java ME).
Nejedná se o klasický prohlížeč, ale spíše o grafický terminál. Požadovaná stránka je vzhledově i datově upravena na speciálním serveru a poté poslána na mobilní zařízení ve formátu OBML (Opera Binary Markup Language). Zde ji Opera Mini zobrazí na displeji dle jeho rozlišení. Je-li původní dokument formátován pomocí kaskádových stylů, server upravující stránku je akceptuje, ovšem v omezené míře. Záleží také na používané verzi prohlížeče. Verze 2.0 zobrazí nadpis jakékoli úrovně jako normální tučný text, verze 4.1 si poradí i s absolutním pozicováním.
Opera Mini podporuje zobrazení obrázků ve formátech JPG, PNG, ICO a statický GIF. Dále je omezeně podporován JavaScript, který je vykonáván na straně serveru. Nepodporuje např. ActionScript, animovaný GIF (zobrazí se ale nepohybuje) nebo online přehrávání videa.
Existují i neoficiální modifikace tohoto prohlížeče vyvíjené v Rusku, tzv. Opera Mini mod. Oproti oficiálním verzím obsahují více funkcí, např. FTP klient, kopírování textu, uživatelské nastavení barev nebo textové šablony.